# Kraham (Johanniskirchen)
Kraham ist ein Ortsteil der Gemeinde Johanniskirchen im niederbayerischen Landkreis Rottal-Inn. Der Ort liegt südwestlich des Kernortes Johanniskirchen. Östlich fließt der Sulzbach, der über den Vilskanal in die Vils entwässert, und verläuft die St 2108.

## Sehenswürdigkeiten
In der Liste der Baudenkmäler in Johanniskirchen sind für Kraham zwei Baudenkmale aufgeführt:
- Das in der 2. Hälfte des 18. Jahrhunderts errichtete kleine Wohnstallhaus (Kraham 5) ist ein zweigeschossiger Satteldachbau, z. T. als offener Blockbau.
- Das aus dem 1. Drittel des 19. Jahrhunderts stammende Bauernhaus (Kraham 10) ist zweigeschossig. Es trägt ein teilverbrettertes Blockbau-Obergeschoss, zwei Giebelschrote und ein flach geneigtes Satteldach.